# Jean-Baptiste Dortignacq
Jean-Baptiste Dortignacq (Arudi, 25 d'abril de 1884 - Pèira Horada, 13 de maig de 1928) era un ciclista francès al qual anomenaven «La Gasela». Estigué en actiu entre 1903 i 1910.
En el seu palmarès destaquen set etapes al Tour de França i una al Giro d'Itàlia, sent el primer ciclista no italià en guanyar-ne una.

## Palmarès
- 1904
  - Vencedor de 2 etapes al Tour de França
- 1905
  - Vencedor de 3 etapes al Tour de França
- 1906
  - Vencedor d'una etapa al Tour de França
- 1908
  - Vencedor d'una etapa al Tour de França
- 1909
  - 1r de la Bordeus-Tolosa
  - 1r de la París-La Mer-París
- 1910
  - 1r del Giro de Romanya
  - Vencedor d'una etapa al Giro d'Itàlia

### Resultats al Tour de França
- 1903. Abandona (4a etapa)
- 1904. 2n de la classificació general. Vencedor de 2 etapes
- 1905. 3r de la classificació general. Vencedor de 3 etapes
- 1906. Abandona (10a etapa). Vencedor d'una etapa
- 1908. Abandona (7a etapa). Vencedor d'una etapa
- 1910. Abandona (9a etapa)

### Resultats al Giro d'Itàlia
- 1910. Abandona. Vencedor d'una etapa